# Eurico Gaspar Dutra
Eurico Gaspar Dutra GCA (Cuiabá, 18 de maio de 1883 — Rio de Janeiro, 11 de junho de 1974) foi um militar brasileiro, 16.º presidente do Brasil entre 1946 e 1951, sendo o único presidente oriundo do atual estado do Mato Grosso.

## Vida militar

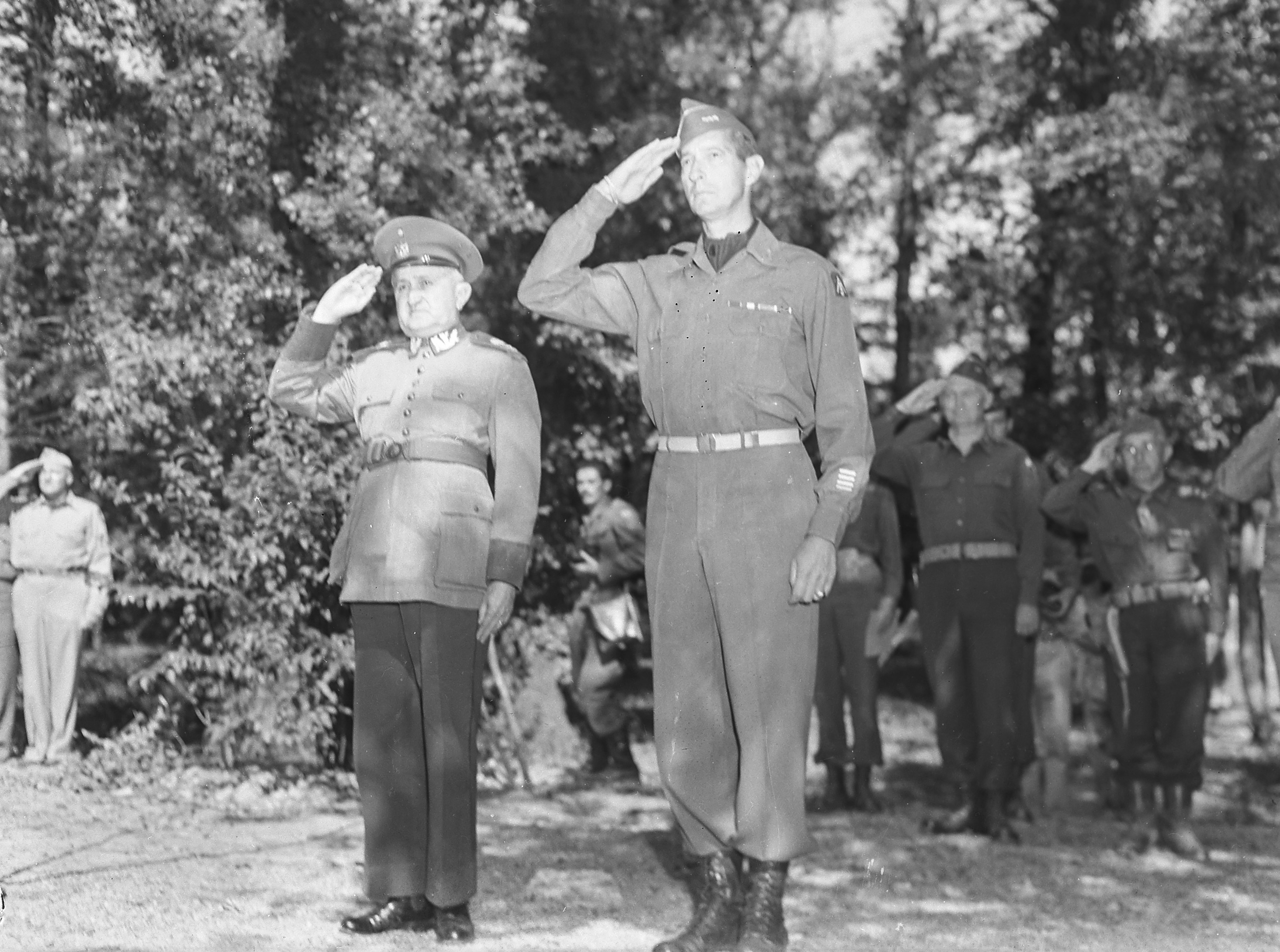
Eurico Gaspar Dutra, então Ministro da Guerra, em saudação com o General Mark Clark, comandante do 5º Exército, na Itália, em 1944.

Eurico Gaspar Dutra nasceu em Cuiabá no dia 18 de maio de 1883, filho de José Florêncio Dutra, um comerciante modesto, ex-combatente na Guerra do Paraguai e Maria Justina Dutra, Gaspar Dutra foi esposo de Carmela Telles Leite Dutra.
Em 1903, Dutra ingressou na Escola Preparatória e Tática do Rio Pardo, no Rio Grande do Sul. Depois, foi para a Escola Militar da Praia Vermelha, onde participou da Revolta da Vacina, e para a Escola de Guerra de Porto Alegre, onde foi declarado Aspirante a Oficial em 1908.
Em 1912 formou-se na Escola de Estado-Maior. Dutra não participou da Revolução de 1930, estando, na época, no Rio de Janeiro, tendo defendido a ambiguidade frente à Revolução de 1930.
No período de 13 de maio de 1935 a 8 de dezembro de 1936, comandou a 1.ª Região Militar, no Rio de Janeiro. Nessa função, comandou a repressão à Intentona Comunista nas cidades do Rio de Janeiro, Natal e Recife, durante o governo provisório de Getúlio Vargas, que o nomearia Ministro da Guerra, em 5 de dezembro de 1936.
Nesse posto, cumpriu papel decisivo, junto com Getúlio Vargas e com o general Góis Monteiro, na conspiração e na instauração da ditadura do Estado Novo, em 10 de novembro de 1937 e na repressão aos levantes integralistas em 1938. Permaneceu como Ministro da Guerra até 3 de agosto de 1945, quando saiu do cargo para disputar a eleição presidencial daquele ano.
Em 29 de janeiro de 1940, Dutra foi agraciado com a Grã-Cruz da Ordem Militar de Avis de Portugal, sendo essa uma grande honraria.
Durante a Segunda Guerra Mundial, esteve entre os líderes militares que eram contra o alinhamento do país com os aliados e um maior envolvimento do país no conflito. Com a participação do Brasil na guerra  ao lado dos aliados, e as crescentes pressões da sociedade civil pela redemocratização do país, Dutra aderiu formalmente à ideia do fim do regime iniciado em 1930, sendo novamente expulso do ministério em 3 de agosto de 1945, participando a seguir da deposição de Getúlio Vargas em outubro de 1945.
Neste contexto, o líder deposto anunciou no mês seguinte seu apoio a Dutra, candidato do exército, em detrimento do candidato da Aeronáutica, Eduardo Gomes, nas eleições que se seguiriam.

### Promoções[10]
| Patente             | Data |
| ------------------- | ---- |
| Aspirante a oficial | 1908 |
| Segundo-tenente     | 1910 |
| Primeiro-tenente    | 1916 |
| Capitão             | 1921 |
| Major               | 1927 |
| Tenente-coronel     | 1929 |
| Coronel             | 1931 |
| General de brigada  | 1932 |
| General de divisão  | 1935 |
| General de exército | 1948 |
| Marechal            | 1950 |

## Presidente do Brasil

Posse de Eurico Gaspar Dutra como presidente da República, 1946. Arquivo Nacional

Dutra candidatou-se pelo Partido Social Democrático (PSD), em coligação com o Partido Trabalhista Brasileiro (PTB), e venceu as eleições de 2 de dezembro de 1945, com 3 351 507 votos, superando Eduardo Gomes da União Democrática Nacional e Iedo Fiúza do Partido Comunista do Brasil. Para vice-presidente, a escolha recaiu sobre o político catarinense Nereu Ramos, também do PSD, eleito pela Assembleia Nacional Constituinte de 1946. (Quando Dutra foi eleito presidente, ainda estava em vigência a constituição de 1937, que não previa a figura do vice-presidente.)
Dutra assumiu o governo em 31 de janeiro de 1946, juntamente com a abertura dos trabalhos da Assembleia Nacional Constituinte, em clima da mais ampla liberdade. O pacto constitucional surgiu do entendimento dos grandes partidos do centro liberal, o PSD e a UDN, embora ali tivessem assento atuantes de bancadas de esquerda, como as do Partido Comunista do Brasil (PCB) e PTB. Dutra não interferiu nas decisões, mesmo quando teve seu mandato reduzido de seis para cinco anos, pois fora eleito na vigência da Constituição de 1937 que previra mandato de 6 anos. O quinquênio presidencial, que começara com a proibição dos jogos de azar no Brasil (abril de 1946), entraria no ano de 1948 em sua fase mais característica, marcada pelo acórdão do Tribunal Superior Eleitoral que considerou fora da lei o PCB (1947) e depois pela ruptura de relações com a União Soviética (1948).

### A questão das reservas cambiais

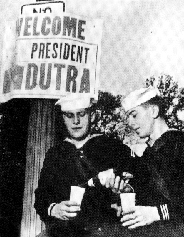
Norte-americanos dão boas-vindas ao presidente Dutra nos Estados Unidos

A política comercial de Dutra foi criticada pela má utilização das divisas acumuladas no curso da guerra. Na política externa, reforçou-se a aliança com os Estados Unidos. Eurico Gaspar Dutra deixou o governo em 31 de janeiro de 1951.
O governo avaliou mal a situação das reservas. Em 1946, metade das reservas era considerada estratégica, estava em ouro. A outra metade (US$ 235 milhões estava em libras esterlinas bloqueadas) e apenas US$ 92 milhões eram realmente líquidos e utilizáveis em países com moedas conversíveis. Uma das origens do problema: Brasil tinha superávit com área de moedas inconversíveis e déficits com EUA e outros países de moeda forte. Também, no pós-guerra não houve afluxo de capitais públicos ou privados para o Brasil, que não era prioridade no novo contexto global.
- A taxa de câmbio sobrevalorizada, ao desestimular a oferta do produto, poderia ser usada para sustentar os preços internacionais do café.[11]
- O governo temia que alterações no câmbio aumentassem a inflação doméstica.[11]
- 40% das exportações eram para as áreas de moedas inconversíveis, enquanto o café representava mais de 70% das exportações para as áreas de moedas conversíveis, então superávits comerciais adicionais na área inconversível apenas pressionariam a base monetária.[11]

### Realizações administrativas

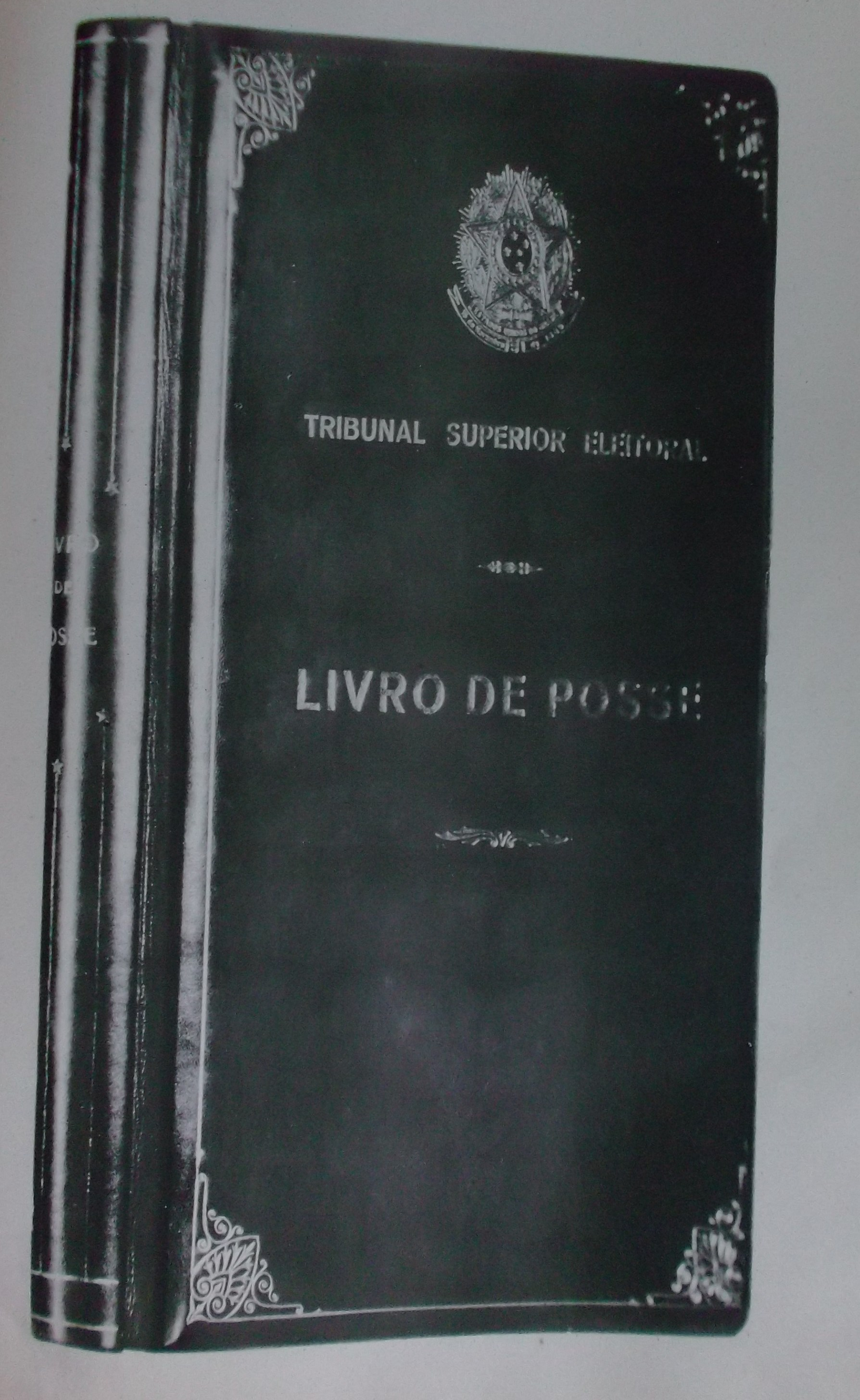
Livro de Posse do Tribunal Superior Eleitoral usado na posse de Gaspar Dutra

Inauguração pelo Presidente Eurico Gaspar Dutra da Companhia Siderúrgica Nacional, 1946. Na esquerda da foto está o então senador de Santa Catarina Nereu Ramos (Arquivo Nacional)

De caráter desenvolvimentista, Eurico Dutra reuniu sugestões de vários ministérios e deu prioridade a quatro áreas: Saúde, Alimentação, Transporte e Energia (cujas iniciais formam a sigla SALTE). Os recursos para a execução do Plano SALTE seriam provenientes da Receita Federal e de empréstimos externos. Entretanto, a resistência da coalizão conservadora e a ortodoxia da equipe econômica acabaram por inviabilizar o plano, que praticamente não saiu do papel.
O governo de Dutra iniciou a construção e inaugurou a ligação rodoviária do Rio de Janeiro a São Paulo, pavimentada, a BR-2, atual Rodovia Presidente Dutra, duplicada em 1967 e uma das mais importantes do país. Ao deixar o governo, a política rodoviária de Dutra mereceu elogios da imprensa. O editorial do jornal A Noite afirmou que foi o setor que mais "vultuosos e fecundos" resultados apresentaram, com a alegada construção de 500 km de estradas durante o governo.
Junto com a sua mulher, por influência dela, criou a Maternidade Carmela Dutra, o nome da sua mulher, localizada em Florianópolis, no Centro.
Foi com o Plano SALTE também que Dutra abriu a rodovia Rio–Bahia e instalou a Companhia Hidrelétrica do São Francisco (CHESF).
Foi durante sua gestão na Presidência da República que surgiram o Conselho Nacional de Economia, as Comissões de Planejamento Regional e o Tribunal Federal de Recursos. Em seu governo foi elaborado o Estatuto do Petróleo, a partir do qual tiveram início a construção das primeiras refinarias e a aquisição dos primeiros navios petroleiros.
Durante seu governo foram extintos os territórios federais de Ponta Porã e Iguaçu. Visitou os EUA em 1950, sendo o primeiro presidente brasileiro a fazer esta visita (Júlio Prestes havia visitado os EUA somente como presidente eleito).
Uma de suas medidas mais polêmicas foi a proibição dos jogos de azar no Brasil, em 30 de abril de 1946, assim acabando com os cassinos.
Em 18 de setembro de 1950 foi inaugurada a TV Tupi, a primeira emissora de televisão do Brasil. Entre 24 de junho e 16 de julho daquele ano, o Brasil sediou a Copa do Mundo, em cuja partida final a equipe do Uruguai derrotou o Brasil dentro do Estádio do Maracanã e levantou o título de campeão mundial de futebol.

### Ministros do Governo Dutra
Fonte:

Eurico Gaspar Dutra na Abertura da Copa do Mundo FIFA de 1950

- Ministro Chefe do Gabinete da Casa Civil: Gabriel Monteiro da Silva
- Aeronáutica: tenente-brigadeiro Armando Figueira Trompowsky de Almeida;
- Agricultura: Manuel Neto Campelo Júnior, Daniel Serapião de Carvalho, Antônio Novais Filho;

Visita do Presidente Eurico Gaspar Dutra em Barra do Piraí

- Visita do Presidente Eurico Gaspar Dutra em Barra do PiraíEducação e Saúde Pública: Ernesto de Sousa Campos, Clemente Mariani Bittencourt, Eduardo Rios Filho (interino), Pedro Calmon Moniz de Bittencourt;
- Fazenda: Gastão da Costa Vidigal, Onaldo Brancante Machado (interino), Pedro Luís Correia e Castro, Oscar Santa Maria Pereira (interino), José Vieira Machado (interino), Ovídio Xavier de Abreu (interino), Manuel Guilherme da Silveira Filho;
- Guerra: general Pedro Aurélio de Góis Monteiro, general Canrobert Pereira da Costa, general Newton de Andrade Cavalcanti, vice-almirante José Maria Neiva (interino);
- Justiça e Negócios do Interior: Carlos Coimbra da Luz, Benedito Costa Neto, Adroaldo Mesquita da Costa, Honório Fernandes Monteiro (interino), Adroaldo Tourinho Junqueira Aires (interino), José Francisco Bias Fortes;
- Marinha: almirante Jorge Dodsworth Martins, almirante Sílvio Mascarenhas, almirante Lara de Almeida (interino), almirante Sílvio de Noronha;
- Relações Exteriores: João Neves da Fontoura, Samuel de Sousa Leão Gracie (interino), Raul Fernandes (interino), Hildebrando Pompeu Pinto Acioli (interino), Ciro de Freitas Vale (interino);
- Trabalho, Comércio e Indústria: Otacílio Negrão de Lima, Francisco Vieira de Alencar (interino), Morvan Dias de Figueiredo, João Otaviano de Lima Pereira, Honório Fernandes Monteiro, Cândido Mota Filho (interino), Marcial Dias Pequeno;
- Viação e Obras Públicas: Edmundo de Macedo Soares e Silva, Luís Augusto da Silva Vieira (interino), Clóvis Pestana, João Valdetaro do Amorim e Melo.

## Depois da presidência

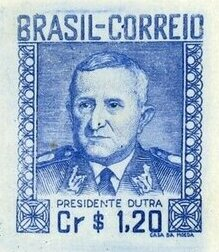
Selo

Deixou a presidência em janeiro de 1951, mas continuou a participar da vida política brasileira. Fez um pronunciamento importante em 1964, contra o governo João Goulart que teve ampla repercussão entre os militares. Em 1964, logo após o golpe militar contra João Goulart, tentou voltar à presidência, participando da eleição presidencial de 1964, mas já estava por demais afastado do grupo militar dominante, sendo preterido por Humberto de Alencar Castelo Branco. Foi um dos fundadores da Aliança Renovadora Nacional em 1966, partido de sustentação à ditadura militar.
Participou como Associado Honorário do Rotary Club do Rio de Janeiro.
Dutra tinha um problema de dicção onde trocava o fonema s por x.
Faleceu em 11 de junho de 1974, na Cidade do Rio de Janeiro (ex-Estado da Guanabara), com 91 anos, sendo o quarto mais longevo de todos os presidentes brasileiros, ficando atrás somente de Venceslau Brás, José Sarney e Fernando Henrique Cardoso. Foi sepultado no Cemitério de São João Batista no Rio de Janeiro.